# Liste der Naturdenkmale in Balve
Die Liste der Naturdenkmale in Balve enthält die Naturdenkmale in Balve im Märkischen Kreis in Nordrhein-Westfalen.

## Naturdenkmale
| Bild           | Bezeichnung                      | Ortsteil               | Lage                                                                                         | Bemerkung | Unter Schutz gestellt seit | Nummer     |
| -------------- | -------------------------------- | ---------------------- | -------------------------------------------------------------------------------------------- | --- | -------------------------- | ---------- |
| weitere Bilder | Erlenbruch im „Allerleisiepen“   | Garbeck                | westlich von Balve (51° 20′ 24,9″ N, 7° 48′ 24″ O)                                           | Das Gebiet ist eine wertvolle Feuchtbiozönose mit einer Größe von etwa 1,95 ha. |                            | ND 2.3.15  |
| weitere Bilder | Erlenbruchwald                   | Balve                  | westlich Frühlinghausen (51° 20′ 5,2″ N, 7° 49′ 34″ O)                                       | Das Gebiet ist eine wertvolle Feuchtbiozönose mit einer Größe von etwa 1,10 ha. |                            | ND 2.3.16  |
|                | Laubwald „Im Stein“              | Frühlinghausen         | Am Pickhammer                                                                                | Kalkbuchenwald mit Märzenbechervorkommen. |                            | ND 2.3.17  |
|                | Märzenbecherbestand              | Langenholthausen       | östlich von Kesberg                                                                          | Märzenbecherbestand in einem Eichen-Buchenwald. |                            | ND 2.3.18  |
|                | Wacholderheide am Mellener Knapp | Mellen                 | südöstlich von Mellen Zum Knapp (51° 19′ 22,5″ N, 7° 54′ 58,8″ O)                            | Das Gebiet ist ein Rest einer Wacholderheide inmitten weitläufiger Fichtenforste mit einer Größe von etwa 0,57 ha. |                            | ND 2.3.19a |
|                | Wacholderheide am Hinsel         | Beckum                 | südöstlich von Beckum westlich des Sportplatzes Zur Hinsel (51° 20′ 57,9″ N, 7° 54′ 19,2″ O) | Die Wacholderheide, ein Refugialbiotop, hat eine Größe von etwa 0,66 ha. |                            | ND 2.3.19b |
|                | 1 Stieleiche                     | Langenholthausen       | östlich von Kesberg/südlich in der Fredenschlade (51° 17′ 51,5″ N, 7° 55′ 1″ O)              | Landschaftsprägender Einzelbaum (ehemaliger Waldrandbaum) mit einem geschätzten Alter von 92 Jahren (2020). | 1970                       | ND 2.3.20  |
|                | 1 Rotbuche                       | Langenholthausen       | ostsüdöstlich von Kesberg 9 (51° 17′ 50,2″ N, 7° 54′ 39″ O)                                  | Landschaftsprägender mehrstämmiger Einzelbaum (ehemaliger Waldrandbaum) mit einem geschätzten Alter von 92 Jahren (2020). | 1970                       | ND 2.3.21  |
|                | 1 Hülsenhorst                    | Langenholthausen       | südsüdöstlich des Hofes Kesberg 9 (51° 17′ 45″ N, 7° 54′ 15,9″ O)                            | Bei dem frei stehenden Ilex handelt es sich um eine charakteristische Zeigerpflanze mit einer enormen Größe und einem geschätzten Alter von 112 Jahren (2020).                                                                                         | 1970                       | ND 2.3.22  |
|                | 1 Rotbuche „In den Dieken“       | Langenholthausen       | westlich des Hofes Diekentalstraße 8 (51° 17′ 49,2″ N, 7° 53′ 31,9″ O)                       | Landschaftsprägender Einzelbaum mit einem geschätzten Alter von 162 Jahren (2020). | 1970                       | ND 2.3.24  |
|                | 1 Stieleiche im Quersiepen       | Langenholthausen       | südwestlich von Diekentalstraße 8 (51° 17′ 36,1″ N, 7° 53′ 9,3″ O)                           | Landschaftsprägender Einzelbaum mit einem geschätzten Alter von 132 Jahren (2020). | 1970                       | ND 2.3.25  |
|                | 1 Rotbuche im Quersiepen         | Langenholthausen       | südwestlich von Diekentalstraße 8 (51° 17′ 36,9″ N, 7° 53′ 7,1″ O)                           | Landschaftsprägender Einzelbaum mit einem geschätzten Alter von 132 Jahren (2020). | 1970                       | ND 2.3.26  |
|                | 1 Stieleiche im Benkamp          | Langenholthausen       | westnordwestlich von Benkamp 5 (51° 18′ 6,1″ N, 7° 51′ 11,1″ O)                              | Landschaftsprägender Einzelbaum mit einem geschätzten Alter von 92 Jahren (2020). | 1970                       | ND 2.3.27  |
|                | 1 Schwarzerle                    | Garbeck                | nördlich von Im Tiefental 15 (51° 19′ 12,9″ N, 7° 48′ 57,1″ O)                               | Landschaftsprägender Einzelbaum mit einem geschätzten Alter von 92 Jahren (2020). | 1970                       | ND 2.3.31  |
|                | 1 Stieleiche                     | Mellen                 | westlich des Hofes Zum Knapp 23 (51° 19′ 21,4″ N, 7° 54′ 12,1″ O)                            | Landschaftsprägender Einzelbaum mit einem geschätzten Alter von 142 Jahren (2020). | 1970                       | ND 2.3.33  |
|                | 1 Eiche                          | Mellen                 | südlich von Zum Knapp 21 (51° 19′ 23,2″ N, 7° 54′ 28,9″ O)                                   | Landschaftsprägender Waldrandbaum mit einem geschätzten Alter von 132 Jahren (2020). | 1970                       | ND 2.3.34  |
|                | 1 Stieleiche                     | Balve                  | nördlich der Tennisplätze In der Amecke 6 (51° 20′ 3,3″ N, 7° 50′ 48″ O)                     | Landschaftsprägender Einzelbaum mit einem geschätzten Alter von 112 Jahren (2020). | 1970                       | ND 2.3.36  |
|                | 1 Stieleiche                     | Balve                  | südwestlich Glärbach 13/15 (51° 20′ 30,6″ N, 7° 52′ 3,7″ O)                                  | Landschaftsprägender Zwillingsbaum mit einem geschätzten Alter von 132 Jahren (2020). | 1970                       | ND 2.3.37  |
|                | 1 Rotbuche (Fagus sylvatica)     | Beckum                 | südlich des Sportplatzes „Zur Hinsel“ (51° 20′ 52,8″ N, 7° 54′ 12,7″ O)                      | Landschaftsprägender Einzelbaum mit einem geschätzten Alter von 212 Jahren (2020). | 1970                       | ND 2.3.38  |
| weitere Bilder | 1 Hainbuche                      | Beckum                 | südlich Kerkeiken 1 (51° 21′ 9,4″ N, 7° 53′ 19,9″ O)                                         | Landschaftsprägender Waldrandbaum mit einem geschätzten Alter von 162 Jahren (2020). | 1970                       | ND 2.3.39  |
| weitere Bilder | 2 Winterlinden                   | Eisborn-Grübeck        | am Wischeltuch nahe Grübeck 1 a (51° 22′ 38,4″ N, 7° 52′ 31,6″ O)                            | Landschaftsprägende Einzelbäume mit einem geschätzten Alter von 92 und 132 Jahren (2020). In der Deutschen Grundkarte (1937–2016) wird das Naturdenkmal als Plauderbaum bezeichnet.                                                                    | 1970                       | ND 2.3.44  |
|                | 1 Stieleiche                     | Langenholthausen       | südlich der Schützenhalle Unterm Trachtenberg 7 (51° 18′ 16,9″ N, 7° 53′ 7,9″ O)             | Landschaftsprägender Einzelbaum mit einem geschätzten Alter von 212 Jahren (2020). Am Jahreswechsel 2018/2019 wurde die Eiche durch einen Brand teilweise geschädigt. Befürchtungen, der Baum müsse gefällt werden, haben sich bisher nicht bestätigt. | 1970                       | ND 2.3.55  |
| weitere Bilder | 1 Eiche (Quercus petraea)        | Eisborn                | Horster Straße 2 (51° 23′ 10,5″ N, 7° 52′ 53,1″ O)                                           | Prägender Dorfbaum mit einem geschätzten Alter von 232 Jahren (2020). | 1970                       | Abg 17     |
|                | 1 Linde                          | Garbeck-Frühlinghausen | östlich Frühlinghauser Straße 1 (51° 19′ 9,7″ N, 7° 50′ 7,4″ O)                              | Prägender Dorfbaum am Ehrenmal mit einem geschätzten Alter von 162 Jahren (2020). | 1970                       | Abg 18     |

## Ehemalige Naturdenkmale
| Bild | Bezeichnung   | Ortsteil         | Lage | Bemerkung | Unter Schutz gestellt seit | Nummer    |
| ---- | ------------- | ---------------- | --- | --- | -------------------------- | --------- |
|      | 1 Rotbuche    | Eisborn-Grübeck  | westlich des Hofes Grübeck 5 (gegenüberliegende Straßenseite) (51° 24′ 14,2″ N, 7° 45′ 31″ O)           | |                            | ND 2.3.46 |
|      | 1 Winterlinde | Langenholthausen | neben dem Heiligenhäuschen an der Neuenrader Straße/Ecke Kurze Straße (51° 18′ 51,7″ N, 7° 52′ 35,9″ O) | Die 2015 etwa 200 Jahre alte „Winterlinde“ mit einem Stammumfang von 4,50 Meter wurde gefällt, da der Baum vom Brandkrustenpilz befallen und nicht mehr standsicher war. |                            | ND 2.3.32 |